# SDAGE
In Frankreich hat der SDAGE (Schéma directeur d'aménagement et de gestion des eaux – Richtlinie zur Bewirtschaftung und Verwaltung der Gewässer) zur Aufgabe, die Umsetzung des Gesetzes vom 3. Januar 1992 auf der Ebene der großen Wassereinzugsgebiete zu sichern:
L'eau fait partie du patrimoine commun de la nation. Sa protection, sa mise en valeur et le développement de la ressource utilisable, dans le respect des équilibres naturels, sont d'intérêt général.
Das Wasser ist Teil des nationalen Erbes. Sein Schutz, seine Nutzung und die Entwicklung der Ressourcen, im Respekt vor dem natürlichen Gleichgewicht, sind im allgemeinen Interesse.
Der zentrale Gegenstand der Arbeit des SDAGE ist im Gesetz festgelegt:
- Bewahrung der Ökosysteme, der Landschaft und Feuchtgebiete,
- Schutz vor jeglicher Verschmutzung und Wiederherstellung der Wasserqualität
- Entwicklung und Schutz der Trinkwasserreserven
- Einstufung des Wassers als wirtschaftliche Ressource und Aufteilung dieser Ressource

Die SDAGE müssen aber auch spezielle Themen der Wasserschutzes beachten, wie zum Beispiel in der Region Artois-Picardie mit dem alten Kohleabbaugebiet in den Départements Nord und Pas-de-Calais und den Konsequenzen, die sich aus der Kohleförderung für den Wasserhaushalt ergeben.
Die Richtlinien werden vom Staat erarbeitet, den Regionen und den Départements. Sie werden von der Agence de l’eau kontrolliert.
Der SDAGE dient als allgemeiner Rahmen zur Ausarbeitung des Schéma d'aménagement et de gestion des eaux (SAGE – Plan zur Bewirtschaftung und Verwaltung der Gewässer), der für jedes wasserführende System erstellt werden muss.